# Den hvide slavinde
Den hvide slavinde (tradotto letteralmente in italiano La schiava bianca) è un cortometraggio muto del 1907 diretto e interpretato da Viggo Larsen. Prodotto dalla Nordisk, è uno dei primi film di fiction danesi e il primo del genere, molto popolare, che aveva come argomento la "tratta delle bianche".
Molto probabilmente, il film si ispira al romanzo del 1905 di Elisabeth Schøyens, Den hvide slavehandel – det tyvende århundreds skændsel, con la differenza fondamentale che il libro finisce malamente, mentre il film ha un finale più lieto.

## Trama
In un villaggio della campagna danese, una ragazza legge un annuncio sul giornale che offre un lavoro ben pagato in una grande città. Entusiasta, lo mostra al fidanzato: questi è piuttosto scettico ma le augura in ogni caso buona fortuna. Prima che parta, le regala un piccione viaggiatore.
La giovane, arrivata in città, scende dal treno e si reca all'indirizzo dove si deve presentare per il lavoro. Viene ricevuta da una donna che la prende in casa e le procura un bel vestito. Poi, la porta in una stanza dove sembra ci sia una festa. Gli uomini presenti cominciano a farle delle audaci avances e la ragazza si rende conto di essere finita in un bordello. Si rifugia nella sua stanza dove prende il piccione che invia al fidanzato, chiedendo aiuto. Quando lui riceve il messaggio, avvisa la polizia. La ragazza viene così portata in salvo. Ma, appena la polizia si allontana, nel bordello ricominciano allegramente le orge.

## Produzione
Il film fu prodotto dalla Nordisk Film. Alcune riprese vennero fatte nella Stazione Centrale di Copenaghen.

## Distribuzione
Uscì nelle sale cinematografiche danesi il 12 gennaio 1907.